# Klaniczay-díj
A Klaniczay-díjat (Klaniczay Tibor-díj) a Magyar Tudományos Akadémia Irodalomtudományi Intézetének Reneszánsz Osztálya és a Nemzetközi Magyarságtudományi Társaság alapította Klaniczay Tibor (1923–1992), az Intézet egykori igazgatója emlékére. A díj a régi magyar kulturális emlékek feltárásában, megőrzésében, illetve kiadásában kiemelkedő teljesítményt nyújtóknak adható. A díj összege alapításakor százezer, 2006-ban háromszázezer forint volt.

## Alapítás
A Magyar Tudományos Akadémia Irodalomtudományi Intézetének Reneszánsz Osztálya és a Nemzetközi Magyarságtudományi Társaság (korábbi nevén: Nemzetközi Magyar Filológiai Társaság) 2002. március 6-án tartott együttes ülésén elhatározta, hogy Klaniczay Tibor halálának tizedik évfordulóján egy róla elnevezett díj megalapításával is emléket kíván állítani az Intézet egykori igazgatója, illetve a Társaság főtitkára nemzetközi mércével mérve is kiemelkedő, interdiszciplináris jellegű tudományos és tudományszervezői tevékenységének. A megállapodás értelmében a díj hivatalos elnevezése Klaniczay-díj lett.
Az MTA Irodalomtudományi Intézetét érintő intézményi összevonás következtében az Intézet általános jogutódja 2012. január 1-jén az ekkor létrejött szervezet, az MTA Bölcsészettudományi Kutatóközpontja lett. Az MTA Bölcsészettudományi Kutatóközpont és az NMT a Klaniczay-díj fenntartására 2012. május 2-án szerződést kötött.
2019. szeptember 1-jétől törvényi rendelkezés következtében a BTK „működési formaváltás” címén más irányító szerv, az Eötvös Loránd Kutatási Hálózat irányításával működik jogfolytonosan tovább. E körülményre tekintettel a felek új szerződést kötöttek, amelyben megállapították a Klaniczay-díj további fenntartásának feltételrendszerét.

## A díj célja
Klaniczay Tibor akadémikusra emlékezve olyan művek elismerése, amelyek a régi magyar irodalomtörténet, illetve a közép- és kora újkori hungarológiai kutatások tárgykörében (a kezdetektől a 18. század végéig tartó korszakot illetően) jelentek meg. Műfajra való tekintet nélkül a díjazott mű lehet egy nagyobb lélegzetű, meghatározó jelentőségű tanulmány; tanulmánykötet, monográfia, szövegközlés; illetőleg egy hungarológiai szempontból fontos forrás, szöveg felfedezése és ismertetése. Kizárólag már megjelent mű díjazható (szerkesztés ill. megjelenés alatt álló művek, előadásszövegek, internetes előpublikációk, absztraktok nem értékelhetőek). Az elismerés egy régi magyar irodalmi vagy hungarológiai tárgyú publikációra, azaz egy adott alkotásra, nem pedig életműre vonatkozik.

## A díj odaítélésének szabályzata
1. A Klaniczay-díj a tárgyévet megelőző naptári évben nyomtatásban megjelent, a fentiekben megjelölt tartalmú tudományos alkotást ismer el. Egy tárgyévben egy díj osztható ki, a díj nem osztható meg. A díj azonos személynek ismételten nem ítélhető oda.[2]
2. A díj kuratóriumának elnöke a BTK Irodalomtudományi Intézet Reneszánsz Osztályának mindenkori vezetője.[Mj. 1] A díj odaítélésének alábbi eljárását a kuratórium elnöke szervezi meg.[2]
3. A díj odaítélésére a Klaniczay-díj korábbi díjazottjai és a kuratórium elnöke (a továbbiakban együtt: javaslattevők) tehetnek javaslatot a tárgyév március 1–31. között. A javaslattevőket a kuratórium elnöke írásban szólítja fel a javaslattételre. A javaslattevők egyenként legfeljebb két, általuk érdemesnek tartott művet nevezhetnek meg (közös díjban részesült javaslattevők együttesen élhetnek két javaslattal), az ennél több művet megnevező javaslat érvénytelen. A kuratórium elnöke összesíti a beérkezett javaslatokat.[2]
4. A díj odaítélésében szakértőként közreműködnek a BTK Irodalomtudományi Intézet Reneszánsz Osztályán legalább öt év óta kutatói jogviszonyban álló, doktori fokozattal rendelkező munkatársak és az NMT Választmányának régi magyar művelődéstörténettel foglalkozó tagjai. Az utóbbiak listáját a kuratórium elnöke és az NMT vezetősége egymással egyeztetve, a két fenntartó közötti szavazatparitásra törekedve állapítja meg.[2]
5. A kuratórium elnöke együttes ülésre hívja össze a szakértőket a tárgyév április 1–30. között. Az ülés elé terjeszti a javaslattevőktől beérkezett javaslatokat. A szakértők az ülésen érdemben megvitatják a javaslatokat, majd egyenként, anonim preferencialistán jelölik meg a javaslatok rangsorát, s díjazásra javasolttá a rangsoraik matematikai összesítésében a legjobb helyezést elért két mű válik. Ha az összesítésben az első helyen kettőnél, a második helyen egynél több művet érintő szavazategyenlőség alakul ki, közöttük mindaddig új anonim rangsorolást kell tartani, amíg a matematikai összesítésben a rangsor élére két, a többi javasolt műtől elkülöníthető támogatottságú mű kerül. Az ülés végén a díjazásra javasolt két művet meg kell nevezni, a döntést jegyzőkönyvben kell rögzíteni.[2]
6. A díjazottat a díjazásra javasolt két mű közül a szakértők a tárgyév májusának első hetében anonim elektronikus szavazással választják ki. A szavazás érvényességének feltétele a szavazásra jogosultak egyszerű többségének a szavazásban való részvétele. A szavazást a kuratórium elnöke szervezi meg. Esetleges szavazategyenlőség esetén az anonim elektronikus szavazást (azonos érvényességi feltétellel) egy héten belül meg kell ismételni. Ismételt szavazategyenlőség esetén a kuratórium elnökének szavazata dönt.[2]
7. A díjazásra javasoltak közül nem zárhatók ki a szakértők sem. Amennyiben ilyen személy művére érkezik javaslat a javaslattevőktől, az érintett személy, összeférhetetlenség okán, a tárgyévi eljárásban (vagyis a rangsoroló ülésen és az odaítélő szavazásban) nem vesz részt. Amennyiben az érintett személy a kuratórium elnöke lenne, döntési joga van: vagy lemond a díjazásra való jelöltségéről, vagy eljárási szerepét és felelősségét a tárgyévben az NMT Választmányának szakértőként közreműködő tagjai által maguk közül megnevezett személynek adja át.[2]
8. A díj nyilvános kiosztására évente egyszer, a BTK Irodalomtudományi Intézet Reneszánsz Osztályának az egyetemek régi magyar irodalmi tanszékeivel együtt rendezett – általában májusi – vándorgyűlésén kerül sor.[2]
9. A Klaniczay-díj a következők együttesében testesül meg: egy Klaniczay Tibort ábrázoló emlékplakett (B. Kovács Katalin[1] éremművész alkotása);[2]
10. 350 ezer Ft nettó összegű pénzjutalom (az összeg infláció-követő, illetve a szerződő felek közös megállapodása alapján emelhető).[2]

## A díj fenntartása
Az emlékplakett elkészítésének költségét és a pénzjutalmat a BTK és az NMT minden évben 50–50%-os arányban biztosítja. A díjat alapító két szervezet a díj nettó összegét terhelő adón és járulékokon is egyenlő arányban osztozik.

## Díjazottak

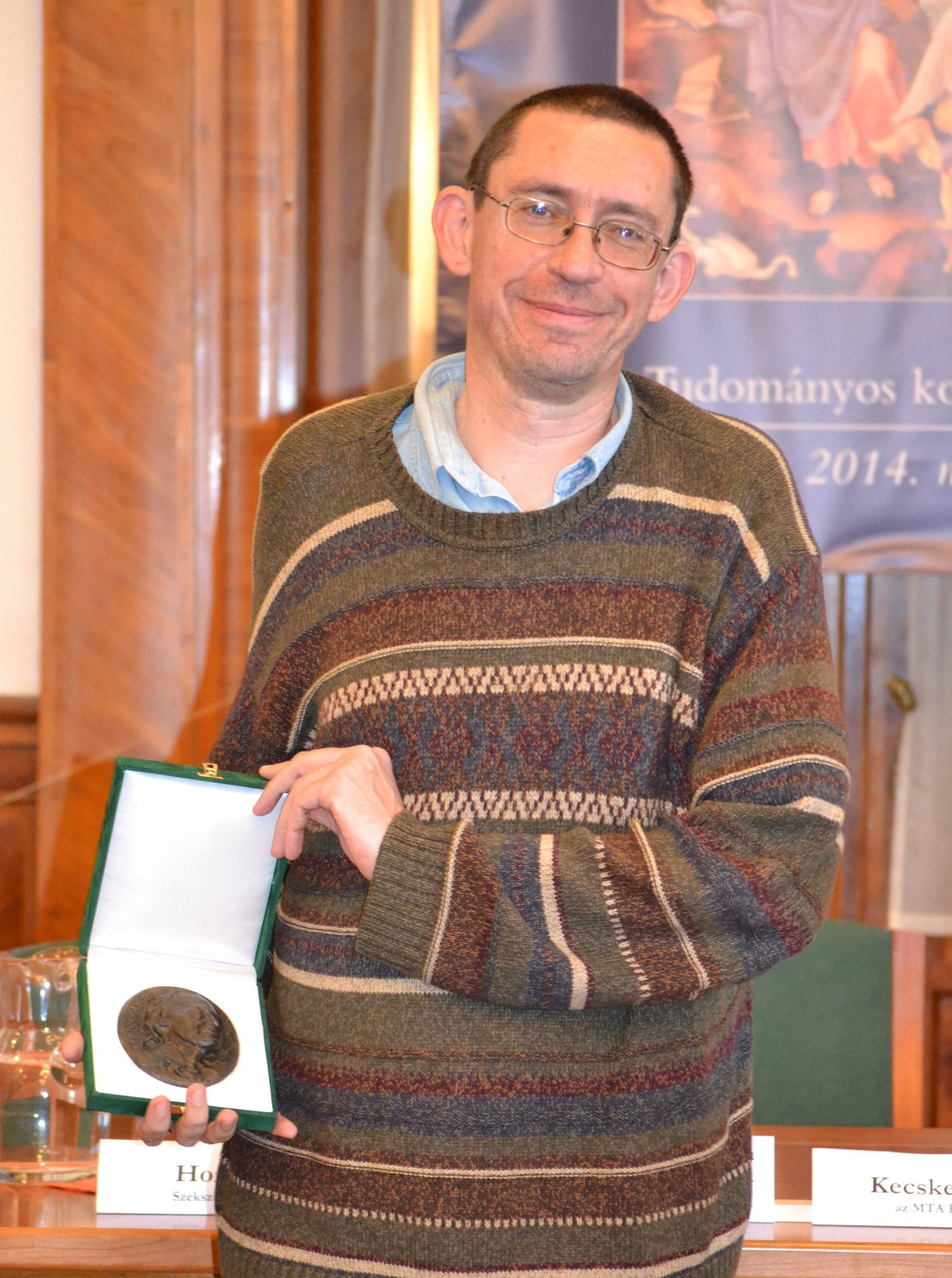
Csepregi Zoltán történész, teológus a díjjal

- 2002: Molnár Antal –  Katolikus missziók a hódolt Magyarországon, I. 1572–1647, Budapest, Balassi, 2002.[2][4][5]
- 2003: Jankovits László –  Accessus ad Janum: A műértelmezés hagyományai Janus Pannonius költészetében, Budapest, Balassi, 2002; Humanizmus és reformáció, 27.[2][4][5]
- 2004: Knapp Éva és Tüskés Gábor –  Emblematics in Hungary: A study of the history of symbolic representation in Renaissance and Baroque literature, Tübingen, Niemeyer, 2003.
- 2005: Kulcsár Péter[2][4][5] – Zrínyi Miklós összes prózai művei, Budapest, Akadémiai Kiadó, 2005[8]
- 2006: Sudár Balázs –  A Palatics-kódex török versgyűjteményei: Török költészet és zene a XVI. században, Budapest, Balassi, 2005, Humanizmus és reformáció[2][4][5]
- 2007: Mayer Gyula és Török László –  Iani Pannonii Opera Quae Manserunt Omnia. Volumen I Epigrammata. Textus; eds. ~, Budapest, Balassi, 2006[2][4][5]
- 2008: Heltai János –  Műfajok és művek a 17. századi magyarországi könyvkiadásban [1601–1655][2][4][5]
- 2009: Balázs Mihály –  Ungarländische Antitrinitarier IV, Ferenc Dávid[2][4][5]
- 2010: Szentmártoni Szabó Géza –  Janus Pannonius elveszett műveinek felfedezése[2][4][5]
- 2011: Bene Sándor –  Theology and politics in Andreas Pannonius’s mirrors for princes, Camoenae Hungaricae, 6 [2009–2010], 39–83.[2][4][5]
- 2012: Kőszeghy Péter –  Magyar Művelődéstörténeti Lexikon: Középkor és kora újkor, I–XIII., főszerk. ~, Budapest, Balassi, 2003–2012.[2][4][5]
- 2013: Hausner Gábor –  Márs könyvet olvas: Zrínyi Miklós és a 17. századi hadtudományi irodalom[2][4][5]
- 2014: Csepregi Zoltán –  A reformáció nyelve: Tanulmányok a magyarországi reformáció első negyedszázadának vizsgálata alapján, Budapest, Balassi, 2013 (Humanizmus és Reformáció).[2][4][5]
- 2015: V. Ecsedy Judit –  A régi magyarországi nyomdák betűi és díszei XVII. század, Kelet-magyarországi és erdélyi nyomdák, Lőcse, Kassa, Budapest, Balassi–OSZK, 2014 (Hungaria typographica, 2/2) [2][5]
- 2016: Bitskey István –  Hitvédelem, retorika, reprezentáció Pázmány Péter életművében, Budapest, Universitas, 2015.[2][5]
- 2017: Tóth Gergely –  Szent István, Szent Korona, államalapítás a protestáns történetírásban (16–18. század), Budapest, MTA BTK, 2016.[2][5]
- 2018: Jankovics József –  Gyöngyösi István levelei és iratai, Budapest, Balassi, 2017.[2][5]
- 2019: Túri Tamás –  Textustól a kontextusig: Unitárius Apokalipszis-kommentárok Erdélyben a 16–18. század között, Kolozsvár, M. Unitárius Egyház, 2018.[2][5]
- 2020: Monok István – The Cultural Horizon of Aristocrats in the Hungarian Kingdom: Their Libraries and Erudition in the 16th and 17th Centuries, Wien: Praesens Verlag, 2019.[2][5]
- 2021: Nagy Levente – A román reformáció. Egy 16–17. századi magyar-román kulturális és irodalmi transzferjelenség, Budapest: Ráció Kiadó, 2020.[5]
- 2022: Szabó András – Natio Ungarica. Die Mitglieder der ungarischen Studentengemeinschaft in Wittenberg 1555-1613, Göttingen: Vandenhoeck & Ruprecht, 2021.[9][10]
- 2023: Újlaki-Nagy Réka – Christians or Jews? Early Transylvanian Sabbatarianism (1580–1621), Göttingen: Vandenhoeck & Ruprecht, 2022.[5]
- 2024: Bartók István – „Tőlünk telhetőleg művelni és gazdagítani”. Irodalmi gondolkodás Magyarországon 1530–1580 között, Budapest: Universitas Kiadó, 2023.[4]
- 2025: Békés Enikő – Galeotto Marzio: De doctrina promiscua, Firenze: Sismel, 2024.[4]